# Títol al·lodial
Un títol al·lodial constitueix la propietat de béns immobles (terrenys, edificis i propietats accessòries) que és independent de qualsevol arrendador superior. Un alou està relacionat amb el concepte de la terra en mans "en alou" (in allodium), o la propietat de la terra per l'ocupació i la seva defensa. Històricament, la major part de la terra estava deshabitada i, per tant, podia mantenir-se "en alou". En el món desenvolupat modern el veritable títol al·lodial només és possible per als governs dels estats.
Encara que la paraula "allodial" s'ha utilitzat en el context de la propietat privada en alguns estats dels Estats Units, aquesta propietat està sent restringit per l'autoritat governamental; la paraula 'allodial' en aquests casos descriu la terra amb menors, però encara significatives restriccions governamentals.
Alguns territoris de la Commonwealth (com Austràlia i el Canadà) reconeixen títols dels aborígens (aboriginal title) com una forma de títol al·lodial que no és originat per atorgament de la Corona. Alguns terrenys de les illes Orkney i Shetland Islands, coneguts com a terra udal, es porten a terme d'una manera similar a la terra al·lodialpel motiu que aquests títols no estan subjectes a la propietat última de la Corona.
A França, encara que els títols al·lodials existien abans de la Revolució francesa eren rars i limitats a les propietats de l'Església Catòlica que havien quedat fora de la propietat feudal. A partir de la Revolució francesa, la propietat al·lodial va ser la norma.
En idioma anglès les propietats sota un títol al·lodial (allodial title) es refereixen com allodial land, allodium, o un allod. En ek Domesday Book es menciona com alod. Històricament, el títol al·lodial s'utilitza de vegades per distingir la propietat de la terra i sense deures feudals de la propietat per tinença feudal, que restringeix l'alienació i terra stmesa amb els drets de tinença per un terratinent Senyor o un sobirà.